# Alexander Keith Johnston (1844–1879)
Alexander Keith Johnston, född 11 november 1844 i Edinburgh, död 28 juni 1879 i Östafrika, var en skotsk kartograf och forskningsresande.

## Biografi
Alexander Keith Johnston var son till Alexander Keith Johnston (1804–1871).
Den yngre Johnston företog 1874–1875 en forskningsresa till Paraguay, men inriktade sig därefter på Afrika, skrev för Stanfords "Compendium of Geography and Travel" bandet Africa (1878; försett med kartor och rikt illustrerat) samt konstruerade en General Map of Africa (1879), som var den för sin tid riktigaste och fullständigaste. År 1878 utsåg styrelsen för Royal Geographical Society i London Johnston till ledare för en afrikansk expedition, avsedd att öppna en väg från Dar es-Salaam (mitt emot Zanzibar) till Malawisjöns norra ända, men han dog redan i Beho-beho i det som nu är Selous viltreservat. Hans följeslagare Joseph Thomson ledde expeditionen till målet. Postumt utkom Physical, Historical, Political and Descriptive Geography.